# 英氏小鮋
英氏小鮋是輻鰭魚綱鮋形目鮋亞目鮋科的其中一種，為亞熱帶海水魚，分布於東南太平洋復活節島海域，棲息深度0-38公尺，體長可達9公分。棲息在底層水域，生活習性不明。

## 扩展阅读
維基物種上的相關：英氏小鮋